# Riflesso tonico asimmetrico cervicale

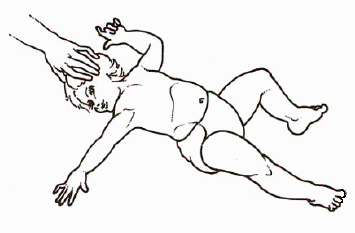
Posizione dello schermidore

Per  riflesso tonico asimmetrico cervicale  detto anche riflesso tonico del collo, è in campo medico uno dei riflessi neonatali, un tipico riflesso presente anche in età neonatale.

## Manifestazioni
Quando il bambino si trova in posizione supina, se il capo viene ruotato da un lato ci sarà estensione dell'arto superiore omolaterale e flessione del controlaterale (posizione dello schermidore).
L'acquisizione di questa capacità motoria è condizione necessaria perché si creino le basi per il passaggio a competenze ancora più elevate: il passaggio alla posizione a carponi, che permetterà, l'acquisizione dello schema motorio dinamico, frutto dell'attivazione incrociata degli arti superiori ed inferiori. Il resto del processo di maturazione neurologica avviene ed è sostenuto dalle acquisizioni motorie fatte. Tale riflesso impedisce al bambino di rotolare. Ha inoltre la funzione di portare nel campo visivo il braccio e permettere quindi il controllo occhio-mano che porterà ai gesti.

## Patologie correlate
Il riflesso dovrebbe normalmente scomparire entro i primi mesi di sviluppo del bambino (intorno al terzo-quarto mese) se invece il riflesso è presente anche in seguito si deve presupporre un danno neurologico.
Il riflesso può essere utilizzato a scopo abilitativo e riabilitativo (metodo Bobath). Al paziente a cui bisogna insegnare il rotolamento nel letto dalla posizione supina a quella prona, in presenza di discinesie legate a problematiche encefaliche, si può insegnare come utilizzare questo riflesso, variando il tono degli arti di un emisoma rispetto a quello controlaterale, per imparare a passare dalla posizione supina a quella prona.